# Saitenfeuer
Saitenfeuer ist eine deutschsprachige Rockband aus dem Raum Leipzig.

## Geschichte
Saitenfeuer wurde im Jahr 2008 im sächsischen Frohburg gegründet und tourt regelmäßig durch Deutschland. Die Band selbst kommt aus der Region und ihre Mitglieder wohnen zum Großteil in Leipzig.
Zwei Jahre nach Bandgründung veröffentlichte die Band ihr in Eigenregie produziertes Debütalbum Auf und Davon. 2011 wurde Saitenfeuer vom Label Better Than Hell unter Vertrag genommen. Sie spielten Auf und Davon erneut ein, ergänzt um zwei neue Lieder und eine Akustik-Version von Engel.
2013 wurde Gitarrist Jens „Eichi“ Eichler durch Roberto „Norbi“ Weise ersetzt. Im selben Jahr wurde das zweite Studioalbum Kein Zurück veröffentlicht. Dem folgte die Kein Zurück-Tour, die erste Headliner-Tour von Saitenfeuer.
2015 wurde Gitarrist Weise durch Stefan Kern ersetzt. Das Management der Band übernahm Metalspiesser. Neues Label wurde SPV.

## Diskografie

### Alben
| Album              | Veröffentlichung | Studio                      | Produzent      | Label                 |
| ------------------ | ---------------- | --------------------------- | -------------- | --------------------- |
| Auf und Davon      | 9. Oktober 2010  | Liquid Art Studios, Leipzig | Benjamin Heyne | ---                   |
| Auf und Davon 2012 | 18. Mai 2012     | Spacelab Studio, Oedt       | Christian Moos | Better Than Hell      |
| Kein Zurück        | 23. August 2013  | Spacelab-Studio, Oedt       | Christian Moos | Better Than Hell/Edel |
| Ein wenig Farbe    | 15. Juli 2016    | Spacelab-Studio, Oedt       | Christian Moos | SPV/Laute Helden      |

### Kompilationsbeiträge
| Titel       | veröffentlicht auf                                 | Art des Tonträgers | Label           | Vertrieb | Jahr |
| ----------- | -------------------------------------------------- | ------------------ | --------------- | -------- | ---- |
| Saitenfeuer | Deutsch Rockt! Lektion 1 – Der Deutschrock-Sampler | Doppel-CD          | Burnout Records | Soulfood | 2011 |